# Fenestraja maceachrani
Fenestraja maceachrani (лат.) — вид хрящевых рыб семейства ромбовых скатов отряда скатообразных. Обитают в западной части Индийского океана между 12°ю. ш. и 13° ю. ш. Встречаются на глубине до 765 м. Их крупные, уплощённые грудные плавники образуют диск в виде сердечка с округлыми краями. Максимальная зарегистрированная длина 41,5 см. Откладывают яйца. Не являются объектом целевого промысла.

## Таксономия
Впервые вид был научно описан в 1989 году как Gurgesiella maceachrani. Он назван в честь Д. МакЭкрана за его вклад в изучение и систематику скатов. Голотип представляет собой самку длиной 41,5 см, пойманную (12°28′ ю. ш. 48°11′ в. д.) на глубине 600—605 м. Паратип: неполовозрелая самка длиной 23,3 см. 

## Ареал
Эти батидемерсальные скаты обитают у берегов Мадагаскара. Встречаются на глубине от 600 до 765 м на дне, покрытом известковым песком.

## Описание
Широкие и плоские грудные плавники этих скатов образуют диск в форме сердечка с немного выступающим кончиком рыла и закруглёнными краями. На вентральной стороне диска расположены 5 жаберных щелей, ноздри и рот. На длинном хвосте имеются латеральные складки. У этих скатов 2 редуцированных спинных плавника и редуцированный хвостовой плавник.
Максимальная зарегистрированная длина 41,5 см.

## Биология
Подобно прочим ромбовым эти скаты откладывают яйца, заключённые в жёсткую роговую капсулу с выступами на концах. Эмбрионы питаются исключительно желтком. 

## Взаимодействие с человеком
Эти скаты не являются объектом целевого промысла. Потенциально могут попадаться в качестве прилова при глубоководном лове креветок. Данных для оценки Международным союзом охраны природы охранного статуса вида недостаточно.